# Chondrocephalus debilis
Chondrocephalus debilis là một loài bọ cánh cứng trong họ Passalidae.